# أنجلي موهيندرا
أنجلي موهيندرا (بالإنجليزية: Anjli Mohindra) هي ممثلة وكاتبة مسرحية وسينمائية وصوتية بريطانية. ولدت في 20 فبراير 1990 في لندن، المملكة المتحدة.

## روابط خارجية
- أنجلي موهيندرا على موقع IMDb (الإنجليزية)
- أنجلي موهيندرا على موقع قاعدة بيانات الفيلم (الإنجليزية)
- أنجلي موهيندرا على موقع كينوبويسك (الروسية)